# Rhizophytes
Les Rhizophytes sont l'ensemble des plantes vasculaires pourvues de racines.
Les Ptéridophytes et les Spermatophytes, y compris les Ginkgophyta, Cycadophyta et autres Préspermaphytes, sont des Rhizophytes.